# グッとモーニン!!
グッとモーニン!!は、2004年3月29日より山形放送（YBCラジオ）で放送されている朝の情報番組。月曜から金曜の7時～8時55分に放送。

## 概要
以前この枠は『YBCさわやかジャーナル』（1982年4月5日 - 1995年9月29日）、『井原義光のさわやかジャーナル』（1995年10月2日 - 2001年3月30日）、『山ちゃんの朝らじお』（2001年4月2日 - 2004年3月26日）が編成されていたが、聴取率向上に伴い、新しいワイド番組を編成した。
山形県内のニュース、天気予報、交通情報などを伝えるほか、リスナーからのリクエストにメール・FAXで応えたり、出勤・登校前や家事に役立つ最新情報を送る。放送開始から2007年3月30日までは門田和弘アナの冠番組で、『門田和弘のグッとモーニン!!』（かどたかずひろのグッとモーニン!!）だった。 
毎年4月に『山形県縦断駅伝競走大会中継』や年末年始の編成の為、短縮版で放送する。
また、2009年4月6日から2010年4月2日までは、『TOYOTA モーニングナビゲート・週刊エンター』（文化放送制作）を放送する関係から、8:50で『グッとモーニン!!』本編を終了していた。
2019年4月1日より『ENEOSプレゼンツ あさナビ』（ニッポン放送制作）が放送を開始（厳密にはYBCでのネット再開）したのに伴い、8:50で『グッとモーニン!!』本編が終了となり、番組の放送時間が10分短縮される格好となった。
2024年4月22日に放送開始からのパーソナリティだった門田和弘アナが番組を卒業した。

## パーソナリティー
- 月：横山岳(YBCアナウンサー)
- 火、水 ： 佐塚崇恭(YBCアナウンサー)
- 木： 松下香織(YBCアナウンサー)
- 金 ： 小川香織(YBCアナウンサー)

### 過去のパーソナリティ
- 古池常泰（2008年4月～2009年3月:月、火）
- 山下将史(YBCアナウンサー)（2009年10月～2011年3月：月、木）
- 安藤勲(YBC論説委員)（2008年4月～2010年3月、2011年4月～2012年3月）
- 芳賀道也(当時YBCアナウンサー)
- 佐伯敏光(YBCアナウンサー)
- 牛島可南子(YBCアナウンサー)
- 内野航(YBCアナウンサー) (～2020年3月)
- 門田和弘(YBCアナウンサー) (2004年4月～2024年4月)

## 主なコーナー
2021年3月現在
- 7:02:ニュース（以下YBCニュースライナーとして）
- 7:05:天気予報（以下ウェザーインフォメーション）・交通情報
- 7:10:お早う!ニュースネットワーク（NRN）2018年4月2日～
- 7:25:ニュース・ラジオカーリポート
- 7:30:羽田美智子のいってらっしゃい（NRN）
- 7:35:おはよう！セーフティドライブ！
- 7:40:情報ナビゲーション
- 7:50:交通情報
- 7:55:リクエスト音楽
- 8:00:話題のアンテナ 日本全国8時です（JRN）
- 8:17:ニュース
- 8:20:天気予報
- 8:30:交通情報
- 8:35:武田鉄矢・今朝の三枚おろし（NRN）
- 8:45頃:エンディング

かつてのコーナー（箱番組）
- 日産フラッシュジャーナル・お早よう山形→日産ラジオナビ→NISSANビジネスサポートトピックス（後続番組：「情報ナビゲーション」）
- 日本全国・今朝の三枚おろし（後続番組：「武田鉄矢・今朝の三枚おろし」）
- 今日も一日Ｖっと行こう → おつかれさまです。アリナミン （武田薬品・アリナミン単独提供）

- いずれも、企画ネット箱番組であった。